# Храм светих лекара Козме и Дамјана у Расници
Православни Храм светих лекара Козме и Дамјана у Расници, налази се у Расници, Град Пирот,  припада Српској православној цркви,  Епархији нишкој, Архијерејском намесништву Пирот , Костурској парохији. Храм је подигнут 1885.године и носи печат времена како у верској тако и уметничкој сфери. Основу цркве чине два конуентригна квадрата положена један у други са апсидом на истоку. Иконостас је рад руских мајстора из прве половине двадесетог века.
Храм је једно време био запуштен и оронуо па је мало реновиран деведесетих година прошлог века а детаљније 2017. године.

## Историјат
Након српскотурских ратова  1876. до 1878. године и ослобођења  истока и југоистока-Србије , ослобођен је и Пиротски крај. Након успостављања мира Берлинским конгресом (1878.године)  се приступило обнови старих грађевина и зидању нових а и реформи црквене уметности у Краљевини Србији. Једна од првих цркава подигнутих на југоистоку Србије била је црква у Расници.
Црква је пројектована и грађена у „Бечко неовизантијском стилу“ и завршена 1885. године. Храм у Расници је зидан по нацртима архитекте Светозара Ивачковића који је своје знање стекао на бечкој Академији као ђак и следбеник данског архитекте Теофила Ханзена.  Црква је значајно архитектонско дело тако да је 1894. године о њој писан стручни чланак у „Српском техничком листу“.
Стручњаци кажу да храм у основи садржи слободан крст са куполом на средини. Ради се о правилном византијском крсту, „псеудогамадни“. Са друге стране се сматра да „крстообразне“  цркве имају у основи правилан грчки крст. Храм у Расници поседује звоник као један од битних резултата црквене и градитељске реформе тога времена у Србији. Овај звоник карактерише једна новина, а то је његово пројектовање засебно у односу на храм.
Циљ је био да се поново актуелизује принцип византијског градитељства и оживи српски национални стил. У то време у Србији је подигнуто више једнокуполних цркава у кубичном стилу са издвојеним звоником.
Историчари и стручњаци сматрају да је овај храм једно од највреднијих и најзначајнијих сакралних остварења или  једно од најскладнијих и најоригиналнијих дела архитекте Светозара Ивачковића.
Црква у Расници је посвећена Светим Врачима Козми и Дамјану.

## Галерија „Храм пре реновирања“
- Храм  2014.г.
- Храм поглед са стране 2014.г.

## Галерија „Храм 2020. и 2022. године"
- Поглед са "Мајиног крста"
- Поглед са стране
- Купола
- Храм 2022.г.